# NGC 646-1
NGC 646-1 (другие обозначения — ESO 80-2, VV 443, AM 0135-650, IRAS01357-6508, PGC 6010) — спиральная галактика с перемычкой (SBc) в созвездии Южная Гидра.
Этот объект входит в число перечисленных в оригинальной редакции «Нового общего каталога».
Взаимодействует с галактикой NGC 646-2. Разница лучевых скоростей между этими двумя галактиками составляет более 1000 км/с, поэтому, вероятно, их взаимодействие будет недолгим.